# Zborov (Czechy)
Zborov (niem. Zborow) – gmina w Czechach, w powiecie Šumperk, w kraju ołomunieckim. Według danych z dnia 1 stycznia 2012 liczyła 229 mieszkańców.
Zobacz też:
- Zborov (ujednoznacznienie)